# Federico Díaz
Federico Díaz (* 18. července 1971, Praha) je výtvarný umělec slovensko‐argentinského původu (jeho matka, Magdaléna Magdová sa narodila a až do dospelosti žila na Slovensku) který žije a působí v Praze.
Od první poloviny devadesátých let vystavoval na předních festivalech a skupinových výstavách nových médií v Evropě a také v Japonsku. Svoji první samostatnou výstavu měl v Galerii hlavního města Prahy v roce 1997, od té doby v Česku vystavoval v Domě umění města Brna, Moravské galerii, výstavní síni Mánes, Jízdarně Pražského hradu i Národní galerii v Praze.
Vystavoval také na mnoha mezinárodních výstavách a ve význačných institucích jako Institute of Contemporary Art/ ICA, Royal Institute of British Architects, obojí v Londýně, v ZKM Center for Art and Media v Karlsruhe (2004), Fondation Electicité de France v Paříži (2003), Ars Electronica Festival v Linzi (2005), v Mori Art Museu v Tokiu (2005), MASS MoCA ve státě Massachusetts, USA (2010) a 53. Benátské bienále (2011). V roce 2018 představil monumentální veřejnou sochu Subtile v Kalifornii, USA.

## Vzdělání a pedagogické působení
Vystudoval Akademii výtvarných umění v Praze (1990–1997), kde postupně navštěvoval ateliér vedený Karlem Malichem, Stanislavem Kolíbalem a Alešem Veselým. V roce 1993 získal stipendium na Alexander‐Dorner‐Kreis. Absolvoval také stipendijní pobyt na Cité internationale des arts v Paříži a v Soros Center for Contemporary Art.
Přednášel na brněnské Masarykově univerzitě, kde se podílel na vzniku studijní specializace digitální média na Fakultě sociálních studií. V Praze byl mezi lety 2008–2014 vedoucím Ateliéru supermédií na VŠUP, který spolu se členem umělecké skupiny Rafani Davidem Kořínkem založil. Přednášel také na Kolumbijské univerzitě v New Yorku, Storefront for Art and Architecture, dále Buffalo New York University, na ETH v Zurichu, katedře architektů Gramazia a Kohlera či v Experimental Media and Performing Arts Center (EMPAC) v Troy, New York pro Rensselaer School of Architecture.

## Tvorba

### Charakteristika tvorby a umělecká identita
Od 90. let se snaží pomocí nových médií odhalovat lidskými smysly nezachytitelné imateriální elementy přirozeného prostředí. Pro Díazovu práci jsou typické prostředky jazyka algoritmicky generovaného umění a systems art, interaktivita a také využití robotů a nástrojů strojového učení.
Je často spojován s pro-vědeckou orientací současného umění. V jeho případě však jsou hranice nastaveny jinak. Nepohybuje se v mantinelech badatelského oboru, výzkumu s předem nastavenými parametry, který by vykládal jazykem umění. Věda není základnou, na které by Díaz stavěl umělecký projev. Věda a umění jsou v jeho práci dvě zcela rovnocenné integrální součásti. Věda tedy pro něj není pouhou estetickou kulisou, ale přikládá jí důležitost rámce chápání. Je vědcem ryze humanistickým. Systematickým pozorovatelem člověka současnosti, u nějž a pro nějž se snaží odhalovat věci, které svými smysly nedokážeme vnímat. Díaz jako technooptimista vysílá jasný signál, že je možné stroj přijmout za nejbližší nástroj lidského nitra, ne jen jako prodloužení paže, ale mnohem podstatněji prodloužení ducha.
Jeho práce je spoluformována inspiračními zdroji napříč uměním celého 20. století. Kořeny, respektive linie spletité sítě vlivů prochází Bauhasem a Lászlem Moholy-Nagym, podobně jako Kazimirem Malevichem, v českém prostředí pak specifickým výkladem poetismu Zdeňka Pešánka, pokračují přes rozvíjené nové disciplíny 60. a 70. let zhmotněné v uvažování a tvorbě sochaře Nauma Gaba, Sol LeWitta, sochařky Gertrude Goldschmidt až k vlastním současníkům jako je Tomás Saraceno, Carsten Nicolai, Roxy Paine, Eduardo Kac nebo Philippe Parreno a Gabriel Orozco. Ve vzájemně provázaném systému myšlení pak pro Díaze má nezastupitelné místo jeho učitel a mentor z Akademie výtvarných umění v Praze Karel Malich. Jeho životní přístup k tvorbě, uvažování o světě jako o poli různorodých energetických vibrací, se staly esencí Díazova uměleckého vývoje.
Robert T. Buck, ředitel The Brooklyn Museum v letech 1983–1996 a Albright‐Knox Art Gallery v letech 1973–1982 poprvé použil v souvislosti s Díazem pojem vizuální aktivista. Umělec jej přijal za svůj a zařazuje pod něj podstatnou část své práce.

### Instalace a projekty
Vystavoval mimo jiné v Mori Museum Tokyo, ICA London, ZKM Karlsruhe, na Ars Electronika Linz, MASS MoCA, PS1 MoMA, Miami Art Basel, bienále ve Florencii, na 53. Biennale di Venezia, v Domě umění města Brna a na projektu též spolupracoval s Univerzitou v Cambridgi. V roce 2010 reprezentoval české umění na Světové výstavě EXPO v Shanghaji.
- BOAR (2022)
- Aerial (Na Horu) (2018 - 2021)
- Eccentric Gravity: Heraldic (2020) Tým umělců a architektů ze Studia Federica Díaze pomocí techniky robotické fabrikace vytvořili betonové opláštění výdechu z tunelu Blanka v Praze. Výsledkem je 176 jedinečných reliéfů tvořící 20 metrů vysoké umělecké dílo.
- BIG LIGHT I'm Leaving the Body (2019)
- Subtile Sacramento (2017-2018) Zakázka na sochu ve veřejném prostoru od města Sacramenta, hlavního města státu Kalifornie.
- BIG LIGHT Space of Augmented Suggestion (2017)
- BIG LIGHT (2016)
- Eccentric Gravity (2015)
- You Welded the Ornament of the Times (2014)
- Outside Itself (2011) Instalace byla vytvořená pro 53. Benátské bienále 2011 konkrétně do prostoru loděnice v Arsenale, v rámci celkového ideového konceptu Bice Curiger ILLUMInation. Kurátorkou projektu byla Alanna Heiss. Sestává z tisíců černých sfér, které jsou seskupeny do masívní formy na základě proměn okolního světla, při stálém proudění mnoha návštěvníků. Sféry utváří a sestavují dva speciálně seřízení roboti. Každá sféra představuje jeden světelný foton. Optické senzory monitorují dopad světla na místo a utvářejí tak tok dat a informací. Intenzita okolního světla se liší podle denní doby, počtu návštěvníků v instalaci, trajektorií jejich pohybu či barvy jejich oděvů. Výsledná skulptura je pak doslova “ornamentem masy”.
- LacrimAu (2010)
- Geometric Death Frequency-141 (2010) Site specific instalace pro MASS MoCA ve státě Massachusetts. Monitoring prostoru před vstupem do galerie umožnil vytvoření modelu pohybu fotonů slunečního svitu. Jednotlivé fotony v simulaci zastoupeny pixely byly nahrazovány prostorovými voxely pro možnost dynamické simulace aplikací Real Flow. Díaz sestavil animační sekvence naznačující následnost jednotlivých fází pohybu světla. Virtuální model byl pak realizován roboty.
- Adhesion (2009)
- Ultra (2008)
- Resonance (2007)
- Efekt (2006)
- Fluid F1 (2006)
- Sakura (2004–2005)
- Sembion (2003–2004) Projekt si kladl za cíl pomocí speciálně programovaného softwaru transformovat řeč do vizuálních forem. Voice recognition detektuje řeč pronášenou diváky v instalaci, analyzuje nikoli její význam, ale syntax a konvencionalizované vazby a převádí je do předem ustáleného slovníku tvarů. Vznikají tak soubory dat vizualizované jako systémy metablobů pomocí technologií stereolitografie a rapid prototyping. Projekt vznikal ve spolupráci s Vědecko výzkumným centrem Akademie výtvarných umění v Praze a význačným českým teoretikem umění Jiřím Ševčíkem. Projekt byl mimo jiné prezentován na výstavě Die Algorithmische Revolution v ZKM, Karlsruhe a v ICA v Londýně.
- Generatrix (1999–2002)
- Mnemeg (1999–2002)
- Empact (1998)
- Photon I, II (1996–1997)
- Spin (1994)
- Dehibernation I, II (1993–1994) Speciálně vytvořené prostředí vybaveném šesti vzájemně propojenými soustavami 92 reproduktorů, které přehrávají bohatě strukturované zvuky různých frekvencí a současně směsici slov v různých jazycích. Mimo akustických vjemů působí instalace i vizuálním a haptickým způsobem vyvolaným charakteristikami hmotné konstrukce díla. Jedná se o první Díazovo holofonní prostředí. Dehibernace byla vystavena na Bienále mladých v Galerii hlavního města Prahy v roce 1994, také na výstavě Netz Europa v rakouském Linzi.

## Ocenění
Za dílo Generatrix získal na zvláštní cenu od nadace Nicola Trussardi na Milano Europe Futuro Presente 2001. V roce 2007 byl za projekt Sakura oceněn na Florentském bienále cenou Premio Internazionale „Lorenzo il Magnifico“.
Během let 1996–2002 byl čtyřikrát finalistou Ceny Jindřicha Chalupeckého, která je udělována českým umělcům ve věku do 35 let.